# Kaffraria Britannica
La Kaffraria Britannica era una colonia britannica e un'entità amministrativa subordinata nell'attuale Sudafrica, composta dai distretti ora conosciuti come Qonce e East London. Era anche chiamata Provincia della Regina Adelaide.

## Storia
La Kaffraria Britannica fu fondata nel 1847 quando il governo coloniale britannico nella Colonia del Capo annesse la regione del Ciskei tra i fiumi Keiskamma e Great Kei e la dichiarò Colonia della Corona. Solo 17 anni dopo, fu incorporata nella Colonia del Capo dopo che il popolo Xhosa soffrì di una grande carestia in seguito al movimento Xhosa per l'uccisione del bestiame del 1856-7 e richiese l'aiuto del governo coloniale britannico nella Colonia del Capo.
Il termine Kaffraria deriva dalla parola dispregiativa "Kaffir" che era usata come termine per gli abitanti dell'Africa nera dell'Africa meridionale. La parola deriva dall'arabo kafir che di solito è tradotto in inglese come "miscredente" o "non credente", cioè un non musulmano o "uno senza religione". La parola era originariamente applicata ai non musulmani in generale, e quindi ai popoli neri non musulmani incontrati lungo la costa swahili dai commercianti arabi. La parola "Kaffraria" venne a riferirsi specificamente alle terre Xhosa in quello che oggi è la Provincia del Capo Orientale. Successivamente, le terre Xhosa occidentali che caddero sotto il dominio britannico divennero note come British Kaffraria, mentre il territorio Xhosa ancora indipendente a est nella regione del Transkei era conosciuto semplicemente come Kaffraria vera e propria e sarebbe stato successivamente incorporato nella Colonia del Capo. Era abitato principalmente dal popolo Ngqika ("Gaika"), il ramo principale del Rharhabe Xhosa. Una sottosezione della Kaffraria britannica fu successivamente ricostituita dal regime dell'apartheid come la patria semi-indipendente del Ciskei.

## Dominio coloniale
I Khoisan, abitanti aborigeni dell'area, come gran parte della popolazione che viveva altrove in Sudafrica, vivevano di caccia, raccolta e pastorizia. All'inizio, questi popoli furono sfollati da queste terre dall'espansione Bantu, quando attraversò il fiume Kei da nord. L'area fu consolidata sotto il dominio di un ramo del popolo Xhosa. 

### Dominio Xhosa
I nativi Xhosa erano governati dai capi Ngqika ("Gaika") (parte della Rarabe ramo collaterale della linea principale Xhosa):
- Ngarika ka Rarabe (il capo fondatore), 1797 - 13 novembre 1829
- Mgolombane Sandile, 13 novembre 1829 - 1 giugno 1878

### Dominio britannico

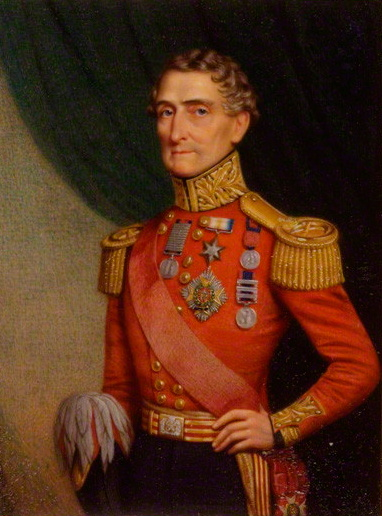
Sir Harry Smith

Il territorio passò sotto il dominio britannico nel 19º secolo. Tuttavia, c'era un grande disaccordo su come dovrebbe essere governato, con la Colonia del Capo riluttante ad assumersi la responsabilità della sua amministrazione. Il suo status è quindi cambiato più volte prima di diventare finalmente parte della Colonia del Capo.
L'amministrazione del territorio era affidata a un ufficiale militare britannico nominato capo commissario. Ogni capo amministrativo è stato coadiuvato da assistenti commissari che hanno agito come magistrati, consulenti e arbitri tra le diverse tribù Xhosa. L'autorità dei capi Xhosa è stata riconosciuta in misura limitata poiché le loro decisioni erano soggette a revisione da parte dell'amministrazione coloniale. Qualsiasi decisione presa dai capi Xhosa poteva anche essere annullata se fosse stata contraria all'agenda del governo coloniale britannico. I capi Xhosa hanno dovuto riconoscere la regina del Regno Unito e riconoscere la propria subordinazione al comandante militare britannico nominato.
Il comandante britannico Harry Smith arrivò inizialmente a Capo di Buona Speranza nel 1828 per guidare l'esercito britannico. Guidò una forza britannica nella sesta guerra Xhosa del 1834-36. Tornò dall'India nel 1847 per diventare il governatore della Colonia del Capo. Tentò di spodestare il capo Sandile del popolo Ngqika (il quale era anche il capo supremo di tutte le tribù Rharhabe) nella Kaffraria Britannica durante la guerra di Mlanjeni (nota anche come l'8ª guerra Xhosa) che scoppiò nel 1850. La guerra durò fino al 1853 anche dopo che Smith fu richiamato.

#### "Provincia della Regina Adelaide" nella Colonia del Capo (1835)
Dopo la 6ª Guerra di Frontiera ("Guerra di Hintsa"), il 10 maggio 1835, l'area fu sequestrata dal governatore britannico Sir Benjamin d'Urban e annessa alla Cape Colony come Provincia della Regina Adelaide. È stata istituita quando il popolo Xhosa è stato condotto attraverso il fiume Kei ed è stata istituita una nuova zona cuscinetto con i coloni bianchi che mantennero il nuovo ordine. La provincia era divisa in piccoli domini controllati da magistrati che vivevano nei Great Places dei vari capi. Fu identificata una località per il governo della nuova provincia, denominata King William's Town. La provincia fu identificata per l'insediamento delle tribù africane lealiste, quelle tribù ribelli che hanno avrebbero accettato di sostituire la loro leadership, e il Fengu (noto dagli europei come il "popolo Fingo"), che in quel tempo arrivò in fuga dagli eserciti Zulu e viveva sotto la soggezione di Xhosa. Furono nominati magistrati per amministrare il territorio nella speranza che gradualmente, con l'aiuto dei missionari, avrebbero indebolito l'autorità tribale.
L'area prende il nome dalla regina Adelaide, moglie del re Guglielmo IV. Quando la notizia dell'annessione raggiunse l'autorità coloniale, le autorità di Londra espressero la loro disapprovazione per i processi di D'Urban. Il governo britannico, insieme al resto d'Europa, era sulla scia dell'età romantica nel 1835 e prescriveva un approccio filantropico. Lord Glenelg, il Segretario di Stato per le Colonie, ha sottolineato che il metodo di annessione di Smith "aveva portato disonore al nome britannico" e che "Provincia della Regina Adelaide" non sarebbe più stato il nome del territorio.

#### Un "Distretto del Territorio della Regina Adelaide" separato (1836–1847)
Solo pochi mesi dopo la sua unione forzata alla Colonia del Capo, il 5 dicembre 1835, la Colonia del Capo respinse l'annessione. La creazione della provincia è stata anche condannata da Londra, in quanto antieconomica e ingiusta.
La Provincoia della Regina Adelaide fu formalmente disannessa nel dicembre 1836, il confine della Colonia del Capo fu ristabilito sul fiume Keiskamma e furono stipulati nuovi trattati con i capi responsabili dell'ordine oltre il fiume Fish. L'area è stata ora ribattezzata Distretto del Territorio della Regina Adelaide, con Grahamstown come capitale. Il governo indigeno nel complesso si ristabilì in gran parte del territorio e la terra rimase un'entità separata fino al 1847.

#### "Kaffraria Britannica" nella Colonia del Capo (1847–1866)
Dopo la 7ª Guerra di Frontiera ("Guerra di Amatola"), il 17 dicembre 1847, l'area fu nuovamente occupata dal nuovo governatore britannico Harry Smith, e di nuovo annessa alla Colonia del Capo, questa volta come Colonia della Kaffraria Britannica, con King William's Town come capitale. Il nuovo governatore rioccupò i forti abbandonati e le truppe imperiali britanniche furono spostate nel territorio.
Emigranti tedeschi arrivarono nella Kaffraria britannica nel 1858–1859, e di nuovo nel 1877–1878.

#### Una colonia della corona separata "Kaffraria Britannica" (1860–1866)
Il 7 marzo 1860, sulla scia della grande "uccisione di bestiame di Xhosa", la Colonia del Capo disannesse nuovamente la Kaffraria britannica ed essa divenne una colonia della corona separata. Un apposito Governatore, il colonnello John Maclean, fu nominato per amministrare la colonia. Tuttavia, i problemi economici minacciarono di mandare in bancarotta la colonia e la vicina Colonia del Capo subì pressioni affinché si assumesse ancora una volta il territorio e le sue spese.

#### Annessione finale alla Colonia del Capo (1866)
Il territorio fu infine reincorporato nella Colonia del Capo il 17 aprile 1866.
Dal 1853 al 1866 il territorio usò i francobolli del Capo di Buona Speranza e la posta venne inviata da Port Elizabeth o via terra dal Capo.
L'area costituì presto la base della patria indipendente del Ciskei.